# Robert Kuchenbuch
Robert Kuchenbuch (* 1967 in Lutherstadt Wittenberg) ist ein deutscher Schauspieler.

## Leben
Robert Kuchenbuch ist der Sohn des Schauspielers Roland Kuchenbuch (* 1943). Er studierte von 1990/91 bis 1994/95 Schauspiel an der Hochschule für Schauspielkunst „Ernst Busch“ in Berlin. Sein erstes Festengagement hatte er von 1994 bis 2000 am Hans-Otto-Theater in Potsdam; dort spielte er u. a. Leonce in Leonce und Lena, Fetzer in Klassenfeind von Nigel Williams und Lucky in Warten auf Godot.
Von 2001 bis 2004 war er fest am Theater St. Gallen engagiert, wo er u. a. die Titelrolle im Woyzeck und den Gunther in Friedrich Hebbels Drama Die Nibelungen übernahm. Anschließend folgte von 2004 bis 2006 ein Festengagement am Schauspiel Frankfurt. Dort gehörten Karl Moor in Die Räuber und Friedrich Wetter Graf vom Strahl in Das Käthchen von Heilbronn zu seinen Hauptrollen. Am Schauspiel Frankfurt trat er in Inszenierungen der Regisseure Peter Kastenmüller und Armin Petras auf.
Ab der Spielzeit 2006/07 war er bis 2013 festes Ensemblemitglied des Maxim Gorki Theaters in Berlin.  Dort trat er u. a. als Studienrath Arnholm in Die Frau vom Meer (2006; Regie: Armin Petras), als Prinz von Homburg im gleichnamigen Stück (2007; Regie: Armin Petras), als Sosias in Amphitryon (2007; Regie: Jan Bosse), als Faust im Urfaust (2008; Regie: Felicitas Brucker), als Lewin in Anna Karenina (2008; Regie: Jan Bosse), als Garcin in Geschlossene Gesellschaft (2009; Regie: Felicitas Brucker), als Rocco in Rocco und seine Brüder (2011; Regie: Antú Romero Nunes, neben Michael Klammer als Simone) und als Kommissar Eschreich in Jeder stirbt für sich allein (2011; Regie: Jorinde Dröse) auf.
Ab der Spielzeit 2013/14 gehörte er zum festen Ensemble am Schauspiel Stuttgart. Dort spielte er bisher u. a. Baron von Imstetten in Effi Briest (Regie: Jorinde Dröse; Premiere: November 2013), Alfred Ill in Der Besuch der alten Dame (Regie: Jorinde Dröse; Premiere: Dezember 2013), den Linsenschleifer Federzoni in Leben des Galilei (Regie: Armin Petras; Premiere: Januar 2014), den Pfarrer in Breaking the Waves (Regie: David Bösch; Premiere: Mai 2015) und den Gutsverwalter Ilja Afanasjewitsch Schamrajew in Die Möwe (Regie: Martin Laberenz; Premiere: Oktober 2015, neben Cristin König als Irina Nikolajewna Arkadina). In der Spielzeit 2015/16 übernahm er am Schauspiel Stuttgart die Rolle des Königs Alonso in Der Sturm (Regie: Armin Petras; Premiere: Dezember 2015). 2017 spielte er am Schauspiel Stuttgart den Gutsbesitzer und Bankrotteur Boris Borissowitsch Simeonow-Pischtschik in Der Kirschgarten. In der Spielzeit 2017/18 trat er in der Theaterfassung des Orwell-Romans 1984 (Regie: Armin Petras) am Schauspiel Stuttgart und am Düsseldorfer Schauspielhaus als Winston Smith auf. In der Spielzeit 2018/19 gastierte er am Berliner Ensemble als Baron Konstantin von Essenbeck in einer Bühnenfassung von Luchino Viscontis Historienfilm Die Verdammten (Regie: David Bösch). In der Spielzeit 2024/25 spielt er am Theater Bremen.
Neben der Theaterarbeit wirkte Kuchenbuch auch in Fernseh- und Kinoproduktionen mit. 2014 spielte er, neben Julia Jentsch, die männliche Hauptrolle in dem Fernsehfilm Monsoon Baby. Er verkörperte den Ehemann Mark, der sich gemeinsam mit seiner Frau ein Kind wünscht und auf die Idee einer Leihmutterschaft verfällt. In der ZDF-Serie Der Bergdoktor hatte er 2015, neben Marie Rönnebeck, eine Episodenhauptrolle. Er spielte den Handwerker Hannes Finke, der einer jungen Frau helfen will, deren Querschnittlähmung er verschuldet hat. Im November 2015 war Kuchenbuch in der ZDF-Serie Notruf Hafenkante ebenfalls in einer Episodenhauptrolle zu sehen. Er spielte Oliver Karow, genannt „Die Katze“, einen ehemaligen Einbrecher und Meisterdieb. Im März 2017 war Kuchenbuch in der ZDF-Krimiserie SOKO Stuttgart in einer Episodenhauptrolle als Sven Hilger zu sehen; er spielte den Trainer eines American-Football-Teams. In der 9. Staffel der ZDF-Serie Letzte Spur Berlin (2020) übernahm er eine der Hauptrollen als tatverdächtiger und sexistischer Inhaber einer Werbeagentur. In der 2. Staffel der TV-Serie WaPo Berlin (2021) hatte er eine der Episodenhauptrollen als tatverdächtiger Trainer einer tot aufgefundenen Ruder-Olympionikin.
Kuchenbuch ist Vater von zwei Kindern; er lebt in Stuttgart. Sein Bruder Christian Kuchenbuch (* 1964) ist ebenfalls Schauspieler.

## Filmografie (Auswahl)
- 2012: Nagel zum Sarg (Kurzfilm)
- 2013: Teer (Kurzfilm; Diplomfilm der HFF Konrad Wolf)
- 2014: Monsoon Baby (Fernsehfilm)
- 2015: Der Bergdoktor (Fernsehserie; Folge: Schicksalsschläge)
- 2015: Notruf Hafenkante (Fernsehserie; Folge: Hund und Katze)
- 2017: SOKO Stuttgart (Fernsehserie; Folge: Spielfeld des Todes)
- 2019: Zoros Solo (Kinofilm)
- 2020: Letzte Spur Berlin (Fernsehserie; Folge: Amöbenliebe)
- 2021: WaPo Berlin (Fernsehserie; Folge: Goldmädchen)
- 2022: Gewalten
- 2022: SOKO Köln (Fernsehserie; Folge: Giftmischer)
- 2023: Theresa Wolff – Der Thüringenkrimi (Fernsehserie; Folge: Der schönste Tag)
- 2024: Polizeiruf 110: Wasserwege
- 2024: Dünentod – Falsches Spiel
- 2024: Ein starkes Team (Fernsehserie, Folge:  Der tote Mörder)